# Ernesto Guasp
Ernesto Guasp García (Guasp) (Alcira, España, el 22 de agosto de 1901; Ciudad de México, el 6 de enero de 1984) fue un caricaturista español que tuvo que exiliarse a México, poco después de acabar la Guerra Civil Española. Ernesto Guasp es considerado como uno de los más destacados caricaturistas valencianos del siglo XX.

## Inicios de su carrera artística
Ernesto Guasp se inició como humorista y caricaturista en su trabajo para la publicación periódica El Mercantil Valenciano, aunque también realizó trabajos y colaboraciones para otras publicaciones como El Sol o El Liberal. Pueden verse obras suyas en el número 18 de la revista Taula de Lletres Valencianos. Sin embargo, pronto dejó su tierra natal para trasladarse a Barcelona, donde su trabajo quedó reflejado en revistas como: El Be Negre, L'Esquella de la Torratxa, La Rambla, entre otras.
También se caracterizó por parodiar algunas canciones famosas de su época, como María de la O, El Relicario, etcétera, y sus parodias llegaron a ser muy populares y apreciadas en Barcelona, durante el tiempo en el que allí residió.

## Militancia política y exilio
Ernesto Guasp fue militante del P.S.U.C., y previamente estuvo afiliado a la Izquierda Republicana. Cuando estalló el conflicto bélico del 36 ocupó el cargo de secretario de organización del sindicato de dibujantes en la retaguardia, y del sindicato de periodistas del diario La Rambla.
Además en este período de la guerra civil se dedica a tareas propagandísticas, realizó numerosos carteles y dibujos, con los que apoyó al bando republicano.
Pocos días después de la caída de Barcelona huyó a Francia, donde acabó en el campo de concentración de Argelès-sur-Mer.
Mientras estuvo internado entabló amistad con otros intelectuales que allí se encontraban, tales como: el escritor Carlos Sampelayo, los arquitectos Martín y Luis Lacasa o los dibujantes Alonso y Peinador. Cuando Carlos Sampelayo consiguió salir del campo de concentración para exiliarse a Bogotá pudo haberse ido con él, ya que las gestiones para su exilio las llevó a cabo un amigo común, Miguel Capuz, pero se negó a exiliarse. Pese a todo, fue reclamado por un pariente, y pudo salir del internamiento con destino a la República Dominicana gracias a la ayuda de los cuáqueros, para llegar finalmente el 16 de diciembre de 1941 a México, y terminó por instalarse en México, D.F..

## Su vida en el exilio mexicano
Mientras estuvo residiendo en México, se dedicó a ejercer de dibujante, colaborando en muchas publicaciones como el semanario uruguayo El Popular, Atisbos, La Propiedad, el diario nicaragüense Novedades y el Noticiero mexicano EMA. Fundó una revista humorística, El Torito, pero fue un fracaso y tuvo que cerrarla al tercer número. También fue director y colaborador de la revista mexicana Tele Guía en sus primeros años.
En 1947, recibió el primer premio del concurso de caricaturas organizado por la Asociación Mexicana de Periodismo, con un premio metálico de 1000 pesos. Pese a ello, su popularidad en su nuevo hogar le llevó de participar en el programa de televisión del Canal Once de la televisión mexicana, Duelo de dibujantes, donde trabajó con otros caricaturistas como Rafael Freyre, Alberto Isaac o Ernesto García «El Chango» Cabral.
También tuvo tiempo para tratar de impulsar un nacionalismo coherente incluso en el exilio, lo que le llevó a ponerse en contacto con la Casa Regional Valenciana. Colaboró también con el grupo de Quaderns de l'exili y en La Nostra Revista, Senyera y Las Españas.
Luis Solà, en su libro L’humor català, de 1978, comentaba anecdóticamente que, cuando estaba exiliado en México, en los años de la guerra fría, el consulado de los Estados Unidos de América daba 50 dólares por cada chiste antisoviético que salía impreso en la prensa mexicana, y que Ernesto Guasp hacía uno cada día e inmediatamente iba a cobrar el mencionado dinero.
Durante sus años de vida en México, formó parte de la Sociedad Mexicana de Caricaturistas, agrupación de apenas 150 socios, entre los que también estaban: Rafael Freyre, David Carrillo, Abel Quezada, Alberto Isaac y Jorge Carreño. Parte de las obras de estos autores están expuestas en el Museo de la Caricatura de la Ciudad de México.
Ernesto Guasp murió en la Ciudad de México el 6 de enero de 1984, como consecuencia de un enfisema pulmonar.